# Uniwersytet Świętego Józefa

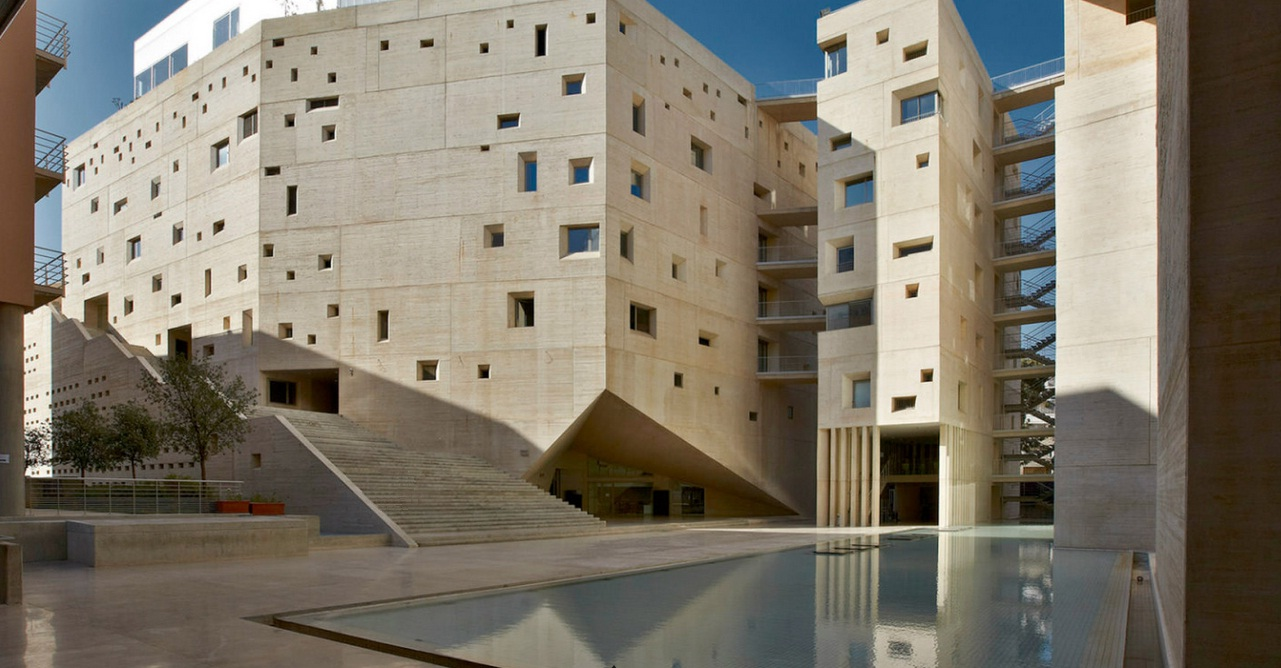
Kampus uniwersytecki

Uniwersytet Świętego Józefa w Bejrucie (fr. Université Saint-Joseph, USJ) – francuskojęzyczna, prywatna, katolicka uczelnia w Libanie.

## Historia
Zalążkiem uczelni było kolegium jezuickie w Ghazirze założone przez oo. Benoit Plancheta i Paula-Marię Roccadonnę.
Główną rolę w utworzeniu USJ odegrali jezuici, w tym pochodzący z Polski o. Maksymilian Ryłło. W 1875 roku członkowie zakonu przenieśli kolegium z Ghaziru do Bejrutu. Władze zaszczyciły nową szkołę tytułem „uniwersytet”, co pozwoliło na przyznawanie stopni naukowych, głównie stopnia doktora filozofii i teologii. W 1883 powstał Wydział Lekarski, a sześć lat później Wydział Medycyny i Farmacji. W 1896 otwarto klinikę położniczą, w 1902 Kolegium Orientalne, a w 1913 Szkołę Prawa Francuskiego, która przekształciła się w 1946 w Wydział Prawa. W 1913 powstała również Francuska Szkoła Inżynierii (od 1948 Wyższa Szkoła Inżynierii).

## Współczesność

### Informacje ogólne
Na Uniwersytecie Świętego Józefa studiuje 11 tys. studentów i pracuje ponad 1880 pracowników naukowych różnych stopni. Językami nauczania są francuski, arabski i angielski. Uniwersytet posiada cztery kampusy w Bejrucie oraz trzy filie w: Sydonie, Zahla i Trypolisie.

### Wydziały i instytuty
- Nauk religijnych: Wydział Nauk Religijnych, Wyższy Instytut Nauk Religijnych, Instytut Studiów Islamsko-Chrześcijańskich, Centrum Dokumentacji i Badań Arabskich Chrześcijan.
- Nauk medycznych: Wydział Lekarski, Instytut Fizjoterapii, Wyższy Instytut Ortofonii, Instytut Rozwoju Psychoruchowego, Wydział Farmacji, Szkoła Przygotowania Techników Laboratoriów Medycznych, Wydział Stomatologii, Wydział Nauk Pielęgniarskich, Szkoła Położnictwa, Instytut Administracji Zdrowia i Opieki Społecznej.
- Nauk technicznych: Wydział Inżynierii, Wyższy Instytut Inżynierii w Bejrucie, Wyższy Instytut Inżynierii Rolnej dla Krajów Śródziemnomorskich, Wyższa Szkoła Inżynierów Rolno-Spożywczym, Instytut Łączności i Informatyki, Wydział Nauk Technicznych.
- Nauk społecznych: Wydział Prawa i Nauk Politycznych, Instytut Nauk Politycznych, Wydział Nauk Ekonomicznych, Wydział Zarządzania, Instytut Zarządzania, Wyższy Instytut Nauk Ubezpieczeniowych, Centrum Studiów Bankowych.
- Nauk humanistycznych: Wydział Literatury i Nauk Humanistycznych, Wydział Literatury Orientalnej, Libańska Szkoła Pracy Społecznej, Instytut Języków i Tłumaczeń – Bejrucka Szkoła Tłumaczeń, Instytut Studiów Scenicznych i Audio-Wizualnych, Centrum Studiów Współczesnego Świata Arabskiego, Wydział Nauk o Wychowaniu, Libański Instytut Przygotowania Nauczycieli.

### Współpraca międzynarodowa
Uniwersytet Świętego Józefa współpracuje głównie z uczelniami z Francji (82 uczelni). Nawiązał również bliskie kontakty z uniwersytetami z 20 krajów: Belgii, Kanady, Chin, Cypru, Ekwadoru, Egiptu, Finlandii, Niemiec, Węgier, Włoch, Japonii, Holandii, Portugalii, Rumunii, Hiszpanii, Syrii, Szwajcarii, Tunezji, Zjednoczonych Emiratów Arabskich i USA.
Jest również członkiem wielu organizacji międzynarodowych: Stowarzyszenia Uniwersytetów Arabskich (AAU), Międzynarodowego Stowarzyszenia Uniwersytetów (IAU), Stowarzyszenia Uniwersytetów Francuskojęzycznych (AUPELF), Międzynarodowej Federacji Uniwersytetów Katolickich, Europejskiej Federacji Uniwersytetów Katolickich, Stowarzyszenia Jezuickich Instytucji Szkolnictwa Wyższego w Europie i Libanie oraz Euro-Med University (Tethys).